# Jake Hanes

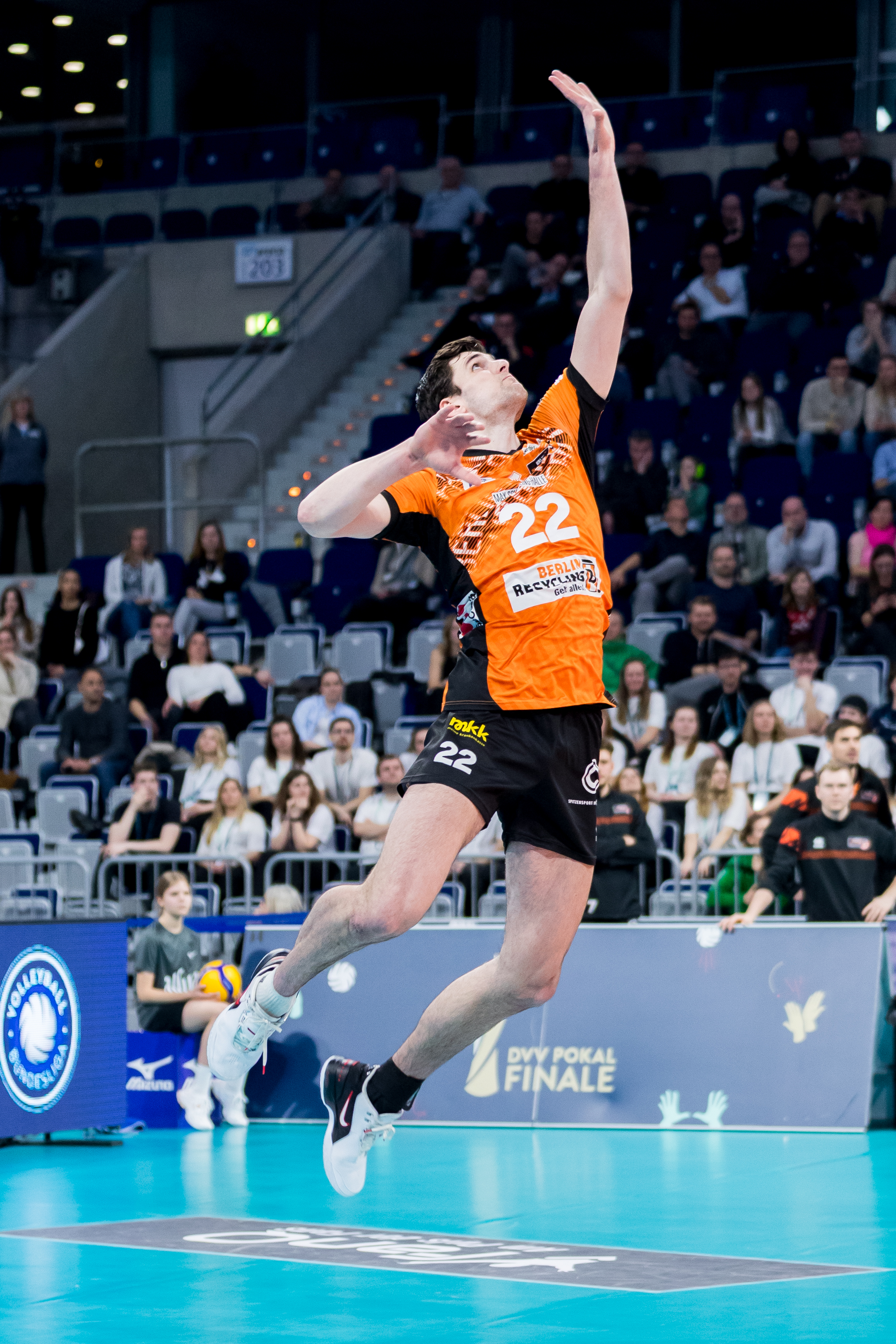
Jake Hanes podczas wykonywania zagrywki w barwach klubu Berlin Recycling Volleys w finale Pucharu Niemiec 2024/2025

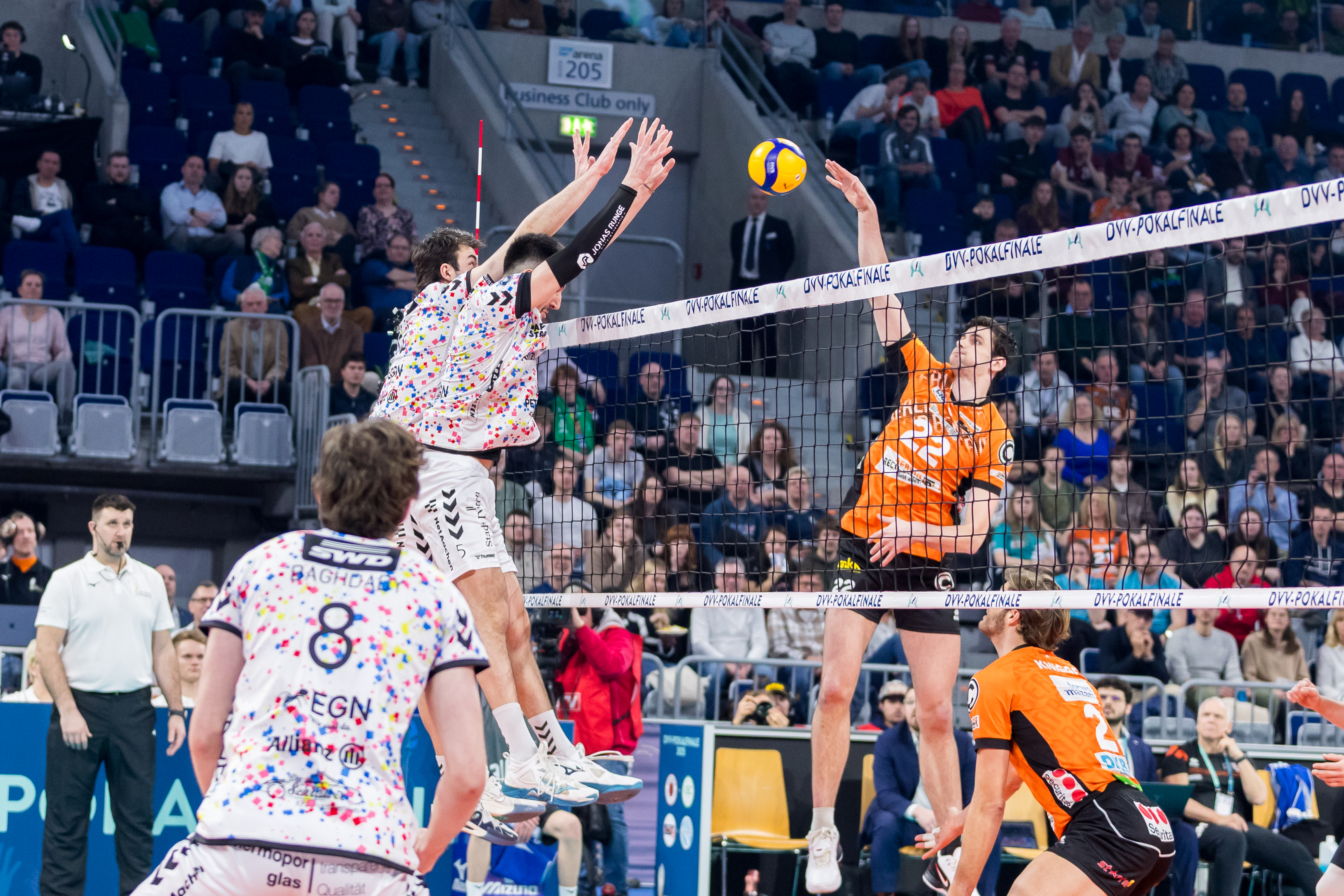
Jake Hanes podczas wykonywania ataku z prawego skrzydła w barwach klubu Berlin Recycling Volleys w finale Pucharu Niemiec 2024/2025

Jake Hanes (ur. 3 maja 1998) – amerykański siatkarz, reprezentant kraju, grający na pozycji atakującego.
Waży 110 kg. Jego zasięg w ataku wynosi 370 cm.
Studiował oraz występował w barwach Uniwersytetu Ohio jako zawodnik w latach 2017-2020. Następnie w sezonie 2020/2021 grał dla francuskiej drużyny Arago de Sète. Kolejnym jego klubem był polski I-ligowy BBTS Bielsko-Biała, w którym spędził sezon 2021/2022. Również zostanie graczem bielskiego klubu w sezonie 2022/2023.
W reprezentacji Stanów Zjednoczonych zadebiutował w Lidze Narodów 2021.
W 26. kolejce PlusLigi (2023/2024) w meczu z Indykpolem AZS Olsztyn siatkarz KGHM Cuprum Lubin popisał się niespotykanym zachowaniem, gdyż zaatakował piłkę przechodzącą z drugiej linii po swojej zagrywce.

## Kariera klubowa
| Lata      | Klub                     |
| 2017–2020 | Uniwersytet Ohio         |
| 2020–2021 | Arago de Sète            |
| 2021–2023 | BBTS Bielsko-Biała       |
| 2023–2024 | KGHM Cuprum Lubin        |
| 2024–     | Berlin Recycling Volleys |

## Sukcesy klubowe
Liga uniwersytecka MIVA Conference:
- 2018[10]

Liga uniwersytecka NCAA:
- 2018

I liga polska:
- 2022[11]

Superpuchar Niemiec:
- 2024[12]

Puchar Niemiec:
- 2025[13]

Mistrzostwo Niemiec:
- 2025[14]

## Sukcesy reprezentacyjne
Puchar Panamerykański:
- 2022[15]

Liga Narodów:
- 2023[16]

Mistrzostwa Ameryki Północnej, Środkowej i Karaibów:
- 2023[17]

## Nagrody indywidualne
- 2024: MVP finału Superpucharu Niemiec
- 2025: MVP finału Pucharu Niemiec